# Chargeback
Chargeback (z ang. obciążenie zwrotne) – procedura zwrotu środków za transakcję dokonaną kartą płatniczą realizowana przez wystawcę karty i inicjowana przez klienta w sytuacji, gdy nie otrzymał on produktów albo usług, za które zapłacił (lub np. okazały się uszkodzone), nastąpiła pomyłka techniczna w rozliczeniu transakcji lub transakcja nosiła znamiona oszustwa.

## Opis
Procedurę chargeback w imieniu klienta prowadzi bank. Klient może zainicjować zwrot, kontaktując się z bankiem wydającym kartę i zgłosić uzasadnioną skargę w odniesieniu do jednego lub więcej obciążeń rachunku karty płatniczej. Groźba zwrotu pieniędzy stanowi dla sprzedawców zachętę do zapewnienia w ofercie wysokiej jakości produktów i usług, a także odpowiedniej obsługi klienta. Bank jako wydawca karty zobowiązany jest do prowadzenia procesu chargeback zgodnie z regulacjami organizacji wystawiającej kartę płatniczą. Cała procedura chargeback jest regulowana wewnętrznymi przepisami organizacji płatniczych, w jej treść nie ingeruje prawo krajowe.

## Powody wnoszenia reklamacji chargeback
Do każdej złożonej reklamacji typu chargeback bank jako wystawca karty podaje kod przyczyny wniesienia reklamacji. Kod chargeback ma za zadanie ułatwić zdiagnozowanie błędu i poprawić satysfakcję obsługi klienta. Kody różnią się w zależności od wystawców karty. Przykładowo organizacja Visa przyczyny reklamacji zestawia w sześciu następujących grupach:
- przyczyny związane z nieotrzymaniem przez wydawcę obowiązkowych informacji od akceptanta – nieotrzymanie od akceptanta wystarczających dowodów dokonania transakcji, np. nieprzesłanie albo przesłanie fałszywego dowodu dokonania transakcji;
- przyczyny związane z podejrzeniem oszustwa (Fraud Codes) – np. posiadacz reklamuje transakcję, w której nie brał udziału, której nie autoryzował, brak jest podpisu posiadacza albo jego podpis jest sfałszowany;
- przyczyny związane z błędami w autoryzacji – np. wydawca otrzymał transakcję, która przekraczała limit dozwolony dla danej karty płatniczej, nastąpiła odmowa autoryzacji, a mimo to transakcja została przeprowadzona, upłynął termin ważności karty, numer konta przesłany do wydawcy nie zgadzał się z numerami kont obsługiwanymi przez wydawcę;
- przyczyny związane z błędami w przetwarzaniu (Processing Errors) – np. akceptant przesłał wydawcy dowód transakcji po upływie przeznaczonego na tę czynność terminu (30 dni), numer konta, które obciążono, jest innym numerem od figurującego na dowodzie przeprowadzenia transakcji, wydawca otrzymał tą samą transakcję więcej niż jeden raz w celu obciążenia konta posiadacza, wydawca otrzymał pisemną skargę posiadacza, stwierdzającą, że dokonał on zapłaty w inny sposób, w szczególności poprzez zapłatę gotówką, czekiem lub innym typem karty;
- przyczyny dotyczące zwrotu lub unieważnienia transakcji – np. akceptant był powiadomiony o żądaniu unieważnienia transakcji, ale mimo to obciążył klienta, przysłane towary lub usługi zakupione poprzez Internet lub drogą telefoniczną nie były towarami zgodnymi z zamówieniem, otrzymane towary były uszkodzone lub niezupełne, nie został dokonany zwrot zapłaty za towary lub usługi zwrócone akceptantowi;
- nieotrzymanie przez posiadacza dóbr lub usług, za które została dokonana zapłata.

## Podstawowa procedura chargeback
1. Posiadacz karty otrzymuje zestawienie transakcji dokonanych kartą płatniczą i zgłasza ewentualne niezgodności w tym zakresie,
2. wydawca sprawdza pod względem formalnym reklamację i nadaje jej kod chargeback (każda organizacja płatnicza posiada kody na oznaczenie reklamacji) i przekazuje dokumenty do organizacji płatniczej (np. Visa, MasterCard),
3. organizacja płatnicza weryfikuje reklamację i przekazuje ją do agenta rozliczeniowego,
4. agent rozliczeniowy przelewa kwotę reklamowanej transakcji na konto wydawcy karty, blokuje te środki pieniężne do czasu, aż otrzyma dokumenty, które pozwolą na potwierdzenie dokonanej transakcji oraz przyczynę nieprawidłowości,
5. po dostarczeniu dokumentów do agenta rozliczeniowego i uznaniu reklamacji, następuje odblokowanie środków pieniężnych i zawiadomienie organizacji płatniczej, która przekazuje reklamację wydawcy karty,
6. pieniądze znajdują się z powrotem na rachunku posiadacza karty.